# Der Goldene Handschuh (Film)
Der Goldene Handschuh ist eine deutsch-französische Literaturverfilmung von Fatih Akin über den Frauenmörder Fritz Honka aus dem Hamburger Kiezmilieu der 1970er Jahre. Der Film basiert auf dem gleichnamigen Roman von Heinz Strunk und feierte am 9. Februar 2019 im Rahmen der Internationalen Filmfestspiele Berlin seine Premiere, wo er im Hauptwettbewerb gezeigt wurde. Der Kinostart in Deutschland war am 21. Februar 2019.

## Handlung
Hamburg-St. Pauli, 1970: Der Hilfsarbeiter Fritz Honka, eine gesellschaftliche Randexistenz, verbringt seine Abende meistens in der Kiezkneipe „Zum Goldenen Handschuh“. Mit seinem deformierten Gesicht, seiner Brille mit Kassengestell, seinem starken Schielen und seinem Sächseln gilt „Fiete“ dort als harmlos und schüchtern. Von seinem Gastwirt lässt er ältere, einsame Frauen ansprechen und lädt diese auf alkoholische Getränke ein. Als er eines Tages eine Frau für Sex mit in seine kleine, mit zahlreichen Pin-Up-Bildern versehene Mansardenwohnung nimmt, tötet er sie. Um keinen Verdacht im Haus zu erregen, zerstückelt Honka die Leiche und legt einige der menschlichen Körperteile in der Umgebung ab. Bei seinen späteren Verbrechen deponiert er die zerstückelten Leichenteile hinter den Verkleidungen unterhalb der Dachschrägen. Den Verwesungsgeruch versucht er mit Wunderbäumen zu überdecken. Gegenüber seinen Gästen gibt er stets den Kochkünsten der unter ihm lebenden griechischen Gastarbeiterfamilie die Schuld am penetranten Gestank.
Vier Jahre später nimmt Honka die ältere Wienerin Gerda aus der Kneipe mit zu sich nach Hause. Als er aufgrund seiner massiven Alkoholisierung keine Erektion bekommt, penetriert er sie mit einem Kochlöffel. Am nächsten Tag nach seiner Heimkehr von der Arbeit ist Gerda immer noch nicht aus seiner Wohnung verschwunden. Aus Wut schlägt er sie, lässt sie aber weiter bei sich wohnen, nachdem er feststellt, dass sie die Wohnung aufgeräumt hat. Honka zwingt Gerda zu erniedrigendem Geschlechtsverkehr und setzt einen Vertrag auf, um sie als Sklavin zu halten. Auch soll sie ihm ihre 30-jährige Tochter Rosi zuführen. Gleichzeitig gefällt es Honka, dass er von Gerda als „Chef“ angeredet wird. Neben ihr und seinen Saufkumpanen bleibt ihm als einzige Bezugsperson sein Bruder Siggi, der seit einer Trennung ebenfalls dem Alkohol zugeneigt ist. Gerda verlässt Honka, als sie nach den zahlreichen Erniedrigungen eines Tages im Goldenen Handschuh von Gisela, einer Majorin der Heilsarmee, mitgenommen wird, die ihr ein besseres Leben in Aussicht stellt. Wütend nimmt er die älteren Anna und Inge mit zu sich nach Hause. Während Honka Inge gewaltsam zum Sex zwingen will, flüchtet diese. Er tötet daraufhin die noch in seiner Wohnung verbliebene Anna.
Als Honka von einem Auto angefahren wird, plant er einen Neuanfang ohne Alkohol. Er wird Nachtwächter in einem Bürokomplex und lernt die jüngere Putzfrau Helga Denningsen und deren Mann Erich kennen. Durch Helga, in die er sich verliebt, fängt Honka wieder mit dem Trinken an. Ein Vergewaltigungsversuch scheitert an ihrem Widerstand. Eines von Honkas letzten Opfern wird eine frühere Zwangsprostituierte und KZ-Insassin. Er misshandelt sie, als er keine Erektion bekommt. Daraufhin rächt sie sich an ihm, indem sie ihm Senf auf seinen Penis streicht, während er schläft. Als sie versucht, Geld von Honka zu stehlen, würgt er sie bewusstlos und erschlägt sie mit mehreren Schnapsflaschen. Der Versuch, der attraktiven Schülerin Petra nachzustellen, schlägt fehl, als ein Brand in seinem Wohnhaus ausbricht. Maden waren zuvor durch die Decke zu den griechischen Nachbarn gedrungen, die daraufhin aus der Wohnung flüchteten und den Herd anließen. Die Feuerwehr findet beim Löschen des Brands Leichenteile und Fritz Honka wird trotz seines Versuches zu fliehen noch vor Ort von der Polizei verhaftet.

## Produktion

### Literarische Vorlage und Stab

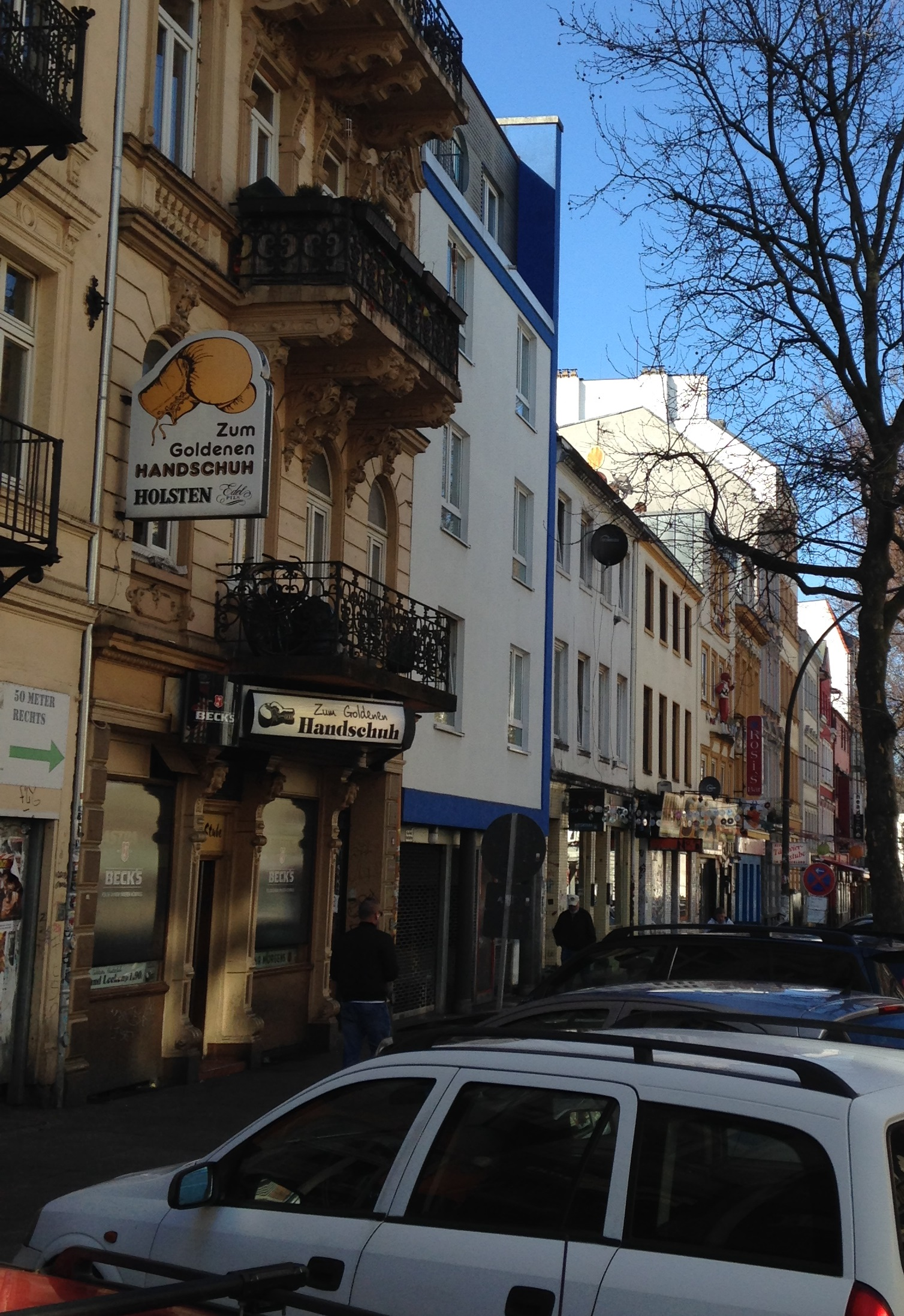
Der Eingang der Kneipe Zum Goldenen Handschuh auf St. Pauli

Der Film basiert auf dem Roman Der goldene Handschuh von Heinz Strunk. Darin beschreibt er die Taten des Serienmörders Fritz Honka, der seine Opfer im Viertel rund um die Hamburger Reeperbahn und dort unter anderem in der Kneipe „Zum Goldenen Handschuh“ fand. Ende September 2016 wurde Strunk für seinen Roman mit dem Wilhelm-Raabe-Literaturpreis ausgezeichnet. Strunk hat zu Beginn des Films einen Cameo-Auftritt als Kneipengast. 
Regie führte Fatih Akin, der auch Strunks Roman für den Film adaptierte. Der Film stellt Akins ersten Ausflug ins Horrorgenre dar. Als Produzentin fungiert Nurhan Şekerci-Porst, mit der gemeinsam Akin bereits Aus dem Nichts realisierte.
Akin sagt, ihm habe an dem Buch gefallen, dass Strunk es geschafft hat, sowohl den Opfern als auch Fritz Honka eine Würde zu geben: „Honka ist für mich nicht ein Serienmörder wie Hannibal Lecter aus Das Schweigen der Lämmer. Der mordet in den USA und ist ohnehin nur eine fiktive Figur. Honka war ein realer Mensch aus meiner Nachbarschaft.“ Er sei eine Angstfigur seiner Kindheit gewesen, und er brauche immer einen persönlichen Zugang zu einem Stoff, so Akin weiter.
Die Kriminalautorin Simone Buchholz meint, Honka habe auf St. Pauli einen ähnlichen Eindruck hinterlassen wie Jack the Ripper in London. Schon als die ersten Gerüchte auftauchten, dass Fatih Akin sich des Stoffs annehmen würde, sei St. Pauli ziemlich aufgeregt gewesen, vor allem weil Akin in Altona aufgewachsen und er damit ein Junge aus der Nachbarschaft ist, erklärt Buchholz.

### Besetzung und Dreharbeiten

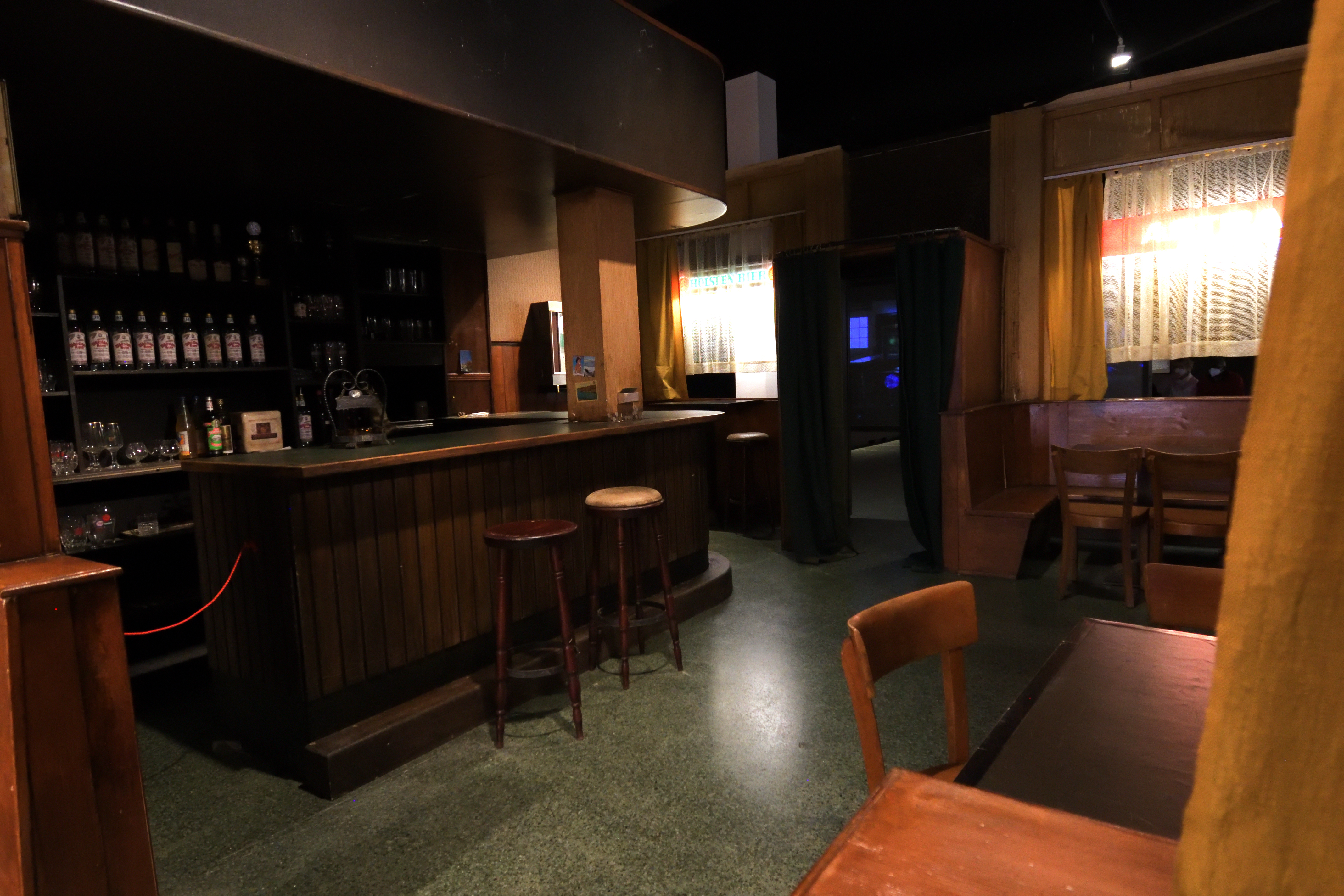
Filmkulisse des Schankraums der Kneipe Zum Goldenen Handschuh

Die Hauptrolle von Fritz Honka wurde mit dem Schauspieler Jonas Dassler besetzt. Dassler trug während der Dreharbeiten eine Kontaktlinse, die man in London herstellen ließ und anstatt der Iris einen angemalten Glaskörper zeigte, mit dem Honkas starkes Schielen dargestellt werden sollte. Auf diesem Wege wurde eine Figur in der Tradition von Victor Hugos Der Glöckner von Notre-Dame erschaffen, so Fatih Akin. Dassler sagt über seine Darstellung von Honka: „Der Leitsatz dabei war für mich, dass da jemand war, der eigentlich nach einer Normalität, nach einer Bürgerlichkeit gesucht hat. Und der Weg dahin ging leider auch über diese Morde. Dass es eine Frustration über sich selbst gab, die dann ausgebrochen ist.“ In weiteren Rollen sind Lars Nagel, Uwe Rohde, Dirk Böhling und Philipp Baltus zu sehen sowie Ohnsorg-Legende Herma Koehn, Tristan Göbel (der Hauptdarsteller aus Akins „Tschick“) und Greta Sophie Schmidt.
Am 2. Juli 2018 wurden die Dreharbeiten auf St. Pauli begonnen, wo Aufnahmen rund um die Kneipe „Zum Goldenen Handschuh“ entstanden, die man nur von außen sieht. Die Kneipe wurde zudem im Maßstab 1:1 nachgebaut. Die Filmsets waren in den Hallen des ehemaligen Überseezentrums in Hamburg-Mitte aufgebaut. Auch Honkas Wohnung wurde hier nachgebaut. Für ihre Entwürfe konnten Szenenbildner Tamo Kunz und der Art Director Seth Turner auch auf Polizeifotos sowie Requisiten aus dem Polizeimuseum zurückgreifen, die nach Honkas Verhaftung entstanden waren. Im Abspann sieht man unter anderem Fotos von Tatortskizzen, Bekleidung der Opfer sowie den „Fuchsschwanz“, das mutmaßliche Tatwerkzeug Honkas. Nach jedem von Honka verübten Mord zog Kunz die Wände ein wenig enger. Im August 2018 drehte man unter anderem an der St.-Joseph-Kirche. Ursprünglich waren 31 Drehtage angesetzt, die dann auf 33 verlängert wurden. Als Kameramann fungierte Rainer Klausmann.

### Finanzierung und Veröffentlichung
Der Film wurde von bombero international in Co-Produktion mit Warner Bros. Film Productions Germany und Pathé produziert. Die Filmförderung Hamburg Schleswig-Holstein gewährte eine Förderung von 750.000 Euro, die Filmförderungsanstalt förderte die Produktion mit 520.000 Euro und die Staatsministerin für Kultur und Medien Monika Grütters mit 300.000 Euro.
Zwei unterschiedlich lange erste Trailer wurden Mitte Januar 2019 vorgestellt. Der Film feierte am 9. Februar 2019 im Rahmen der Internationalen Filmfestspiele Berlin seine Premiere, wo er im Hauptwettbewerb gezeigt wurde. Dort wurde der Film auch mit Audiodeskription vorgeführt. Am 21. Februar 2019 kam er in die deutschen Kinos. Im September 2019 wurde er beim Fantastic Fest in Austin gezeigt. Seit dem 22. Februar 2021 ist er auf Netflix zu sehen.

## Rezeption

### Altersfreigabe
In Deutschland erhielt der Film von der FSK keine Jugendfreigabe. Gaby Sikorski von der Arbeitsgemeinschaft Kino erklärt hierzu, der Film verzichte zwar weitgehend auf Splatter-Effekte oder auf zur Schau gestellte Gewaltszenen, und das meiste passiere außerhalb des direkten Blickfelds der Kamera, doch blutig werde es trotzdem: „Bei der Betrachtung überwiegen allerdings eher Abneigung und Ekel anstelle von Angst.“

### Kritiken und Einspielergebnis

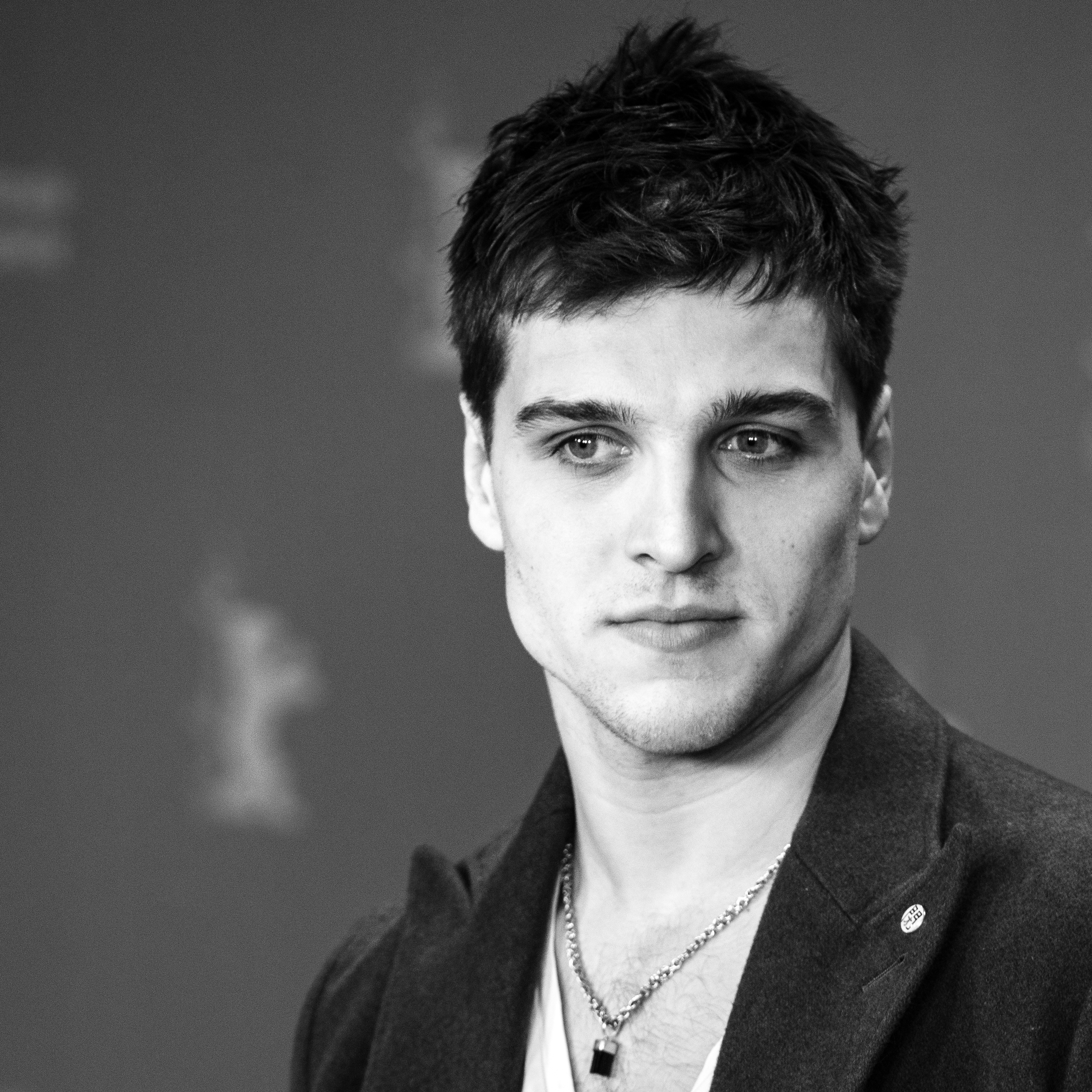
Jonas Dassler, hier 2019 auf der Berlinale, spielt im Film Fritz Honka

Der Goldene Handschuh erhielt im internationalen Kritikenspiegel der britischen Fachzeitschrift Screen International 1,9 von vier möglichen Sternen und belegte damit gemeinsam mit dem skandinavischen Beitrag Pferde stehlen (Ut og stjæle hester) von Hans Petter Moland einen 12. Platz unter allen 16 Berlinale-Wettbewerbsfilmen. Emin Alpers Eine Geschichte von drei Schwestern und Nadav Lapids Synonymes (je 3,0) führten die Rangliste an.
Fabian Wallmeier vom RBB schreibt, in seinem Versuch, sowohl Fritz Honkas Opfern als auch dem Mörder selbst mindestens ein letztes Stück Würde zu lassen, sei Fatih Akin krachend gescheitert. Wo Heinz Strunk klar und einfühlsam Bericht erstatte, gehe Akin penetrant in die Vollen: „Die Welt, die er auf die Leinwand bringt, ist ein Witz, eine abstruse Groteske, die vor keiner Zurschaustellung zurückscheut.“ Bei Akin werde aus dem erst 22-jährigen Jonas Dassler mit viel Maskenspachtel eine groteske Mischung aus Nosferatu, David Lynchs Der Elefantenmensch und Horst Schlämmer. Wallmeier resümiert, der Film sei meilenweit von der einfühlsam-nüchternen Romanvorlage entfernt, und Akin zeige kein Gespür für Zwischentöne, sondern weide sich an Ekel und Elend.
Frank Junghänel von der Berliner Zeitung erklärt, Akin habe als Form eine Art Theater-Ästhetik gewählt, und Honkas Absteige erscheine wie eine Bühne, auf der sich ein bestialisches Dachkammerspiel ereignet.
Guy Lodge von Variety verweist in seiner Kritik auf die Filmbiografie Extremely Wicked, Shockingly Evil and Vile über Ted Bundy, bei dem sich ebenfalls die Frage aufgetan hatte, wo die Grenze zwischen der reinen Darstellung und der Zelebrierung eines Serienmörders liegt. Der Goldene Handschuh sei weder als eine Studie über gewalttoxische Männlichkeit psychologisch aufschlussreich, noch sei der Film als ein Bericht über ein verderbtes Leben besonders informativ. Der Zuschauer müsse sich die ganze Zeit mit der Ungewissheit herumschlagen, welche unglückliche Frau als Nächstes zerstückelt wird, und dränge einem gleichzeitig eine Empathie mit einem Psychopathen auf, der eine solch komplexe Investition kaum wert zu sein scheint. Positiv merkt Lodge an, man könne das menschliche Fleisch, das auf der Leinwand verrottet, praktisch riechen.
Auch Deborah Young von The Hollywood Reporter bemerkt Rainer Klausmanns grobkörnige Bilder, die abgeranzte Dachwohnung und die Arbeit von Szenenbildner Tamo Kunz, der hier ein so außergewöhnlich detailliertes Filmset schuf, dass man es förmlich riechen kann. Insgesamt bewege sich der Film jedoch unsicher zwischen einem Horrorfilm und deutschem, schwarzen Humor hin und her, was an Rainer Werner Fassbinder erinnere, hätte er nur ein wenig Mitgefühl für die Leidtragenden übrig, so Young.
Brigitte Häring im SRF analysiert: „Eklig ist der Film auch auf einer zweiten Ebene. Er übernimmt Honkas Haltung und ist erschreckend frauenverachtend. Alle Opfer Honkas bleiben namen- und konturlos. Die Frauen sind nur darauf reduziert, versiffte Trinkerinnen, hässliche Prostituierte zu sein. Sie bleiben Klischees.“ Des Weiteren weist sie darauf hin, dass Akin die Figur einer „bildschönen, blutjungen Frau“ als Fantasieobjekt Honkas dazuerfunden hat, obwohl dieser im Prozess angab, von älteren Frauen angezogen worden zu sein. Häring sieht dadurch „die echten Opfer noch mehr abgewertet, und zwar (…) durch den Drehbuchautor und Regisseur Fatih Akin.“
Alice Schwarzer problematisiert ebenfalls die Identifikation Akins mit dem Täter: „Als Motiv für die Auswahl seines Stoffes gab Akin in einem Spiegel-Interview an, ihm seien ‚die Loser näher‘. Er meinte damit nicht Ruth Schult. Auch nicht Gertrud Breuer oder Anna Beuschel. Und auch nicht Frieda Roblick, die zwar das KZ überlebt hat, aber nicht Honka. Akin meinte damit den sadistischen Frauenmörder.“
In Deutschland verzeichnete der Film 230.045 Besucher.

### Auszeichnungen
Deutscher Filmpreis 2019
- Nominierung in der Kategorie Beste männliche Hauptrolle (Jonas Dassler)
- Nominierung für die Beste weibliche Nebenrolle (Margarethe Tiesel)
- Nominierung für das Beste Szenenbild (Tamo Kunz)
- Nominierung für das Beste Kostümbild (Katrin Aschendorf)
- Auszeichnung für das Beste Maskenbild (Maike Heinlein, Daniel Schröder und Lisa Edelmann)[34]

Deutscher Schauspielpreis 2019
- Auszeichnung in der Kategorie Starker Auftritt (Barbara Krabbe)[35]

Internationale Filmfestspiele Berlin 2019
- Nominierung für den Goldenen Bären (Fatih Akin)

## Soundtrack
Zum Soundtrack wurden hauptsächlich sentimentale Schlager-Songs aus den Anfängen der Siebzigerjahre verwendet, die unter anderem in den Kneipen-Szenen von der Jukebox gespielt werden. Diese sind:
- Hans Albers – Das Herz von St. Pauli
- Adamo – Es geht eine Träne auf Reisen
- Daliah Lavi – Ein Schiff wird kommen
- Heintje – Du sollst nicht weinen
- Rocco Granata – Buona Notte Bambino
- Roy Black – Wenn Du bei mir bist
- Bata Illic – Schwarze Madonna
- Freddy Quinn – Junge, komm bald wieder und Unter fremden Sternen
- Christian Anders – Es fährt ein Zug nach Nirgendwo
- Lale Andersen – Wenn du kein Mädel weißt
- Henner Hoier – Eine ganze Nacht
- Michael Holm – Barfuß im Regen
- Karel Gott – Einmal um die ganze Welt
- Juliane Werding – Am Tag, als Conny Kramer starb
- Starlite Orchestra & Singers – Monja
- Sacha Distel – Adios Amigos

Für den Abspann wurde der Song Wir sind jung, wir sind frei, eine umgetextete Version von Terry Jacks Seasons in the Sun, von Stein Ingersen verwendet.